# Operclipygus kerga
Operclipygus kerga  (лат.) — вид жуков-карапузиков из семейства Histeridae (Histerinae, Exosternini).
Южная Америка: Боливия, Бразилия, Венесуэла. Длина 2.40—2.87 мм, ширина 2.18—2.46 мм. Цвет красновато-коричневый. Тело округлой формы, лоб слегка выпуклый. От близких видов (Operclipygus planifrons, Operclipygus punctistrius) отличается наличием пигидиальной маргинальной бороздки и деталями строения гениталий.  
Вид был впервые описан в 1870 году и после недавней ревизии рода Operclipygus, проведённой в 2013 году энтомологами Майклом Катерино (Michael S. Caterino) и Алексеем Тищечкиным (Santa Barbara Museum of Natural History, Санта-Барбара, США) отнесён к видовой группе O. kerga group. 
.